# Dourados
Dourados là một đô thị thuộc bang Mato Grosso do Sul, Brasil. Đô thị này có diện tích 4086,4 km², dân số năm 2007 là 186357 người, mật độ 45,6 người/km².